# Старая Гребля
Старая Гребля (укр. Стара Гребля) — село на Украине, находится в Радомышльском районе Житомирской области.
Код КОАТУУ — 1825087205. Население по переписи 2001 года составляет 89 человек. Почтовый индекс — 12223. Телефонный код — 4132. Занимает площадь 0,479 км².

## История
В 1946 году указом ПВС УССР село Шлямарка переименовано в Старую Греблю.

## Адрес местного совета
12223, Житомирская область, Радомышльский р-н, с. Облитки, ул. Космонавтов, 1